# 風水林
風水林，朝鮮半島稱為裨補林（韓語：비보림），琉球稱為抱護（ポーグ）或抱護林，是指為了保持良好風水而特意保留或由人工種植的樹林，為華南、朝鮮、琉球不少鄉村的特色。不少村落在選址時，考慮到風水上的因素，通常會在茂密的樹林旁興建，令其成為村落後方的綠帶屏障。由於村民相信風水林會為村落帶來好運，因此他們都會著重保護風水林。他們更會在風水林栽種具有不同實用價值的樹木（如果樹、榕樹、樟樹及竹等），使風水林有其實質經濟價值。

## 目的
人們之所以栽種風水林，主要目的就是追求理想的居住或安息場所。理想的地方必須符合“藏风”、“得水”、“乘生气”幾個要求。除了形局佳、气场好，還要山清水秀、环境宜人。而栽種樹木就是改善環境的一個極好的辦法。

## 分類

### 擋風林
擋風林又名擋煞林、防風林。風水學上有“煞氣”這一說法，煞氣會損害人的健康、財運和壽命。山間盆地在內部的小河或小溪流出流入處會有缺口，如果這個缺口對著西北方向或者東南方向，便會有煞氣進入。所以這些地方就需要種上擋風林以擋住煞氣。

### 龍座林
一些建在山坡上的建築，如果後山沒有樹林就會被雨水沖刷，周圍的風力相對也比較大。這些後山就要種上龍座林。這種風水林因種在房屋後山，形如皇帝的座椅而得名。

### 下墊林
建在河邊湖畔等水體旁的房子，即使是有龍座林還是不夠的，還需要有下墊林種在河邊或湖邊，以避免頭重腳輕。下墊林也有防止水土流失的作用。

### 其他種類
墳墓周圍種植的樹林，慶祝結婚種植的樹林，生孩子的添丁林，新房子建成的新房林，這些在一定意義上也屬於風水林。

## 各地風水林

### 香港

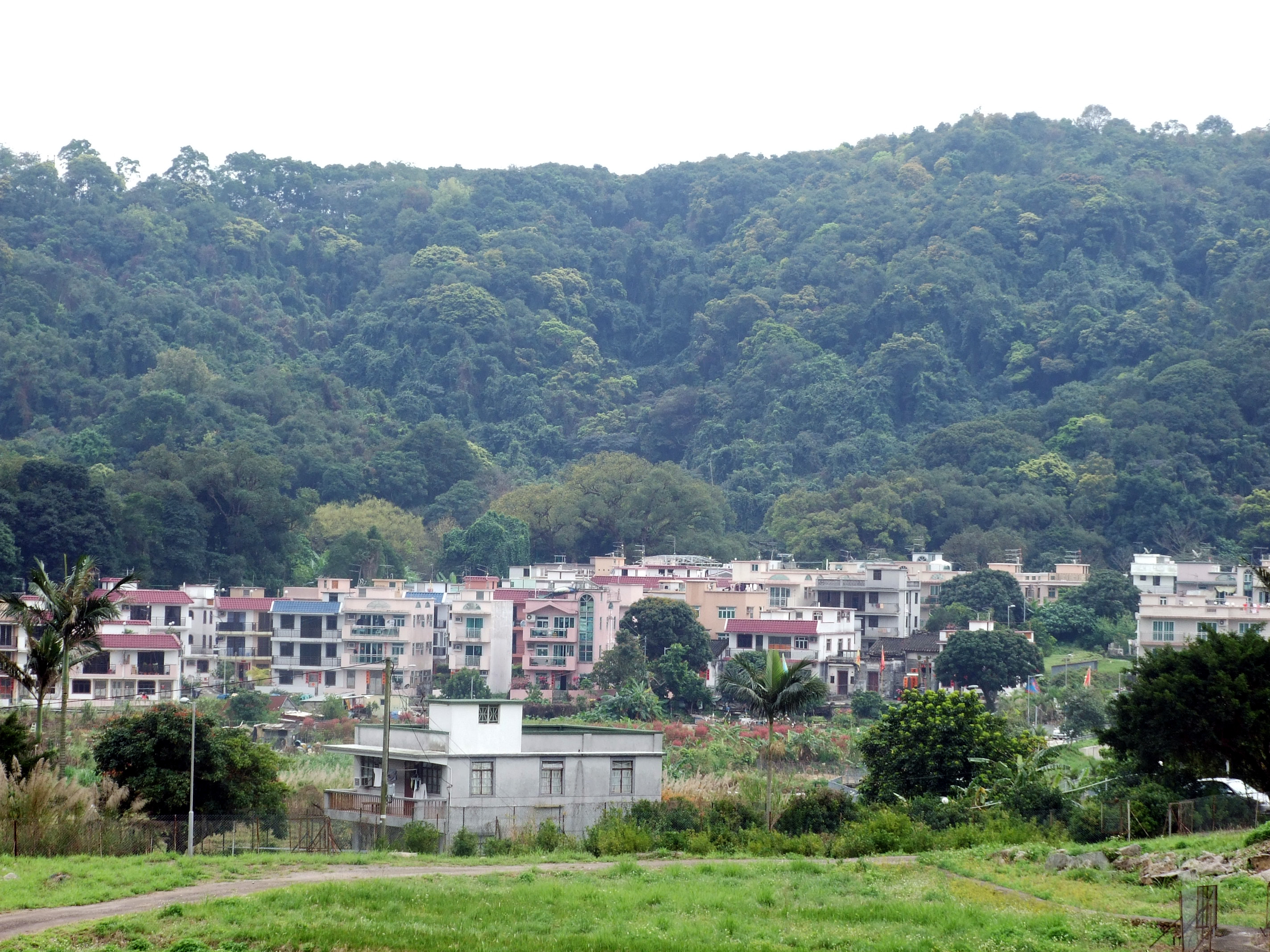
林村社山村及其後的風水林

香港漁農自然護理署在2002年展開全港性的風水林調查，一年多內考察了香港116個風水林，收集它們的資料並建立資料庫，為保護風水林提供參考。
當時核定的風水林，主要分佈于新界東北邊境（荔枝窩、上禾坑、木棉頭、鹿頸等）、西貢（荔枝莊、黃竹洋等）和馬鞍山一帶（梅子林、茅坪新屋等）。這部分地區由於較偏僻，風水林相對保護得比較好。沙田、大埔（鳳園、城門）和林村（如社山村、大庵）等地的風水林，在城市開發過程中受到保護。大嶼山和新界西北區的風水林由於遭受干擾比較多，面積相對較小。香港島僅餘南風道的風水林。
香港的風水林一般在較低位置（海拔100米以下），單個面積約為600平方米至一公頃。裏面的植被分為喬木層、灌木層、草本層和地被層。

### 孔林
孔林位於山東曲阜的孔子墓及其家族墓地。孔林占地3000畝，四周環繞圍牆長7公里，裏面有柏樹、檜樹、柞樹、榆樹、槐樹、楓樹、楷樹、朴樹等古樹2萬棵。

### 諸葛林
陝西勉縣定軍山的武侯墓，有一片風水林。其中的“護墓雙漢桂”，是墓前的兩株接籽桂花樹，樹高15～16米，冠幅寬20多米。還有劉禪親自下詔種的柏樹。